# Agathidium bohemicum
Agathidium bohemicum – gatunek chrząszcza z rodziny grzybinkowatych i podrodziny Leiodinae.
Gatunek ten opisany został po raz pierwszy w 1884 roku przez Edmunda Reittera. Wyróżnia się w jego obrębie trzy podgatunki:
- Agathidium bohemicum bohemicum Reitter, 1884
- Agathidium bohemicum heyrovskyi Hlisnikovsky, 1964
- Agathidium bohemicum rosai Angelini et De Marzo, 1985

Chrząszcz o ciele długości od 2,4 do 4 mm, wysklepionym, z wierzchu ubarwionym czarnobrunatnie, błyszczącym, pozbawionym mikrorzeźby, od spodu czerwonobrunatnym, na odwłoku mikrorzeźbionym. Głowa ma czoło nieoddzielone od nadustka, punktowane bardzo delikatnie dwoma rodzajami punktów. W widoku grzbietowym skronie są nieobecne, a oczy bardzo wąskie, węższe niż połowa ich długości. Czułki mają człon trzeci ponad dwukrotnie dłuższy niż poprzedni, tak długi jak człony od czwartego do szóstego razem wzięte, a człon ostatni dwukrotnie dłuższy niż przedostatni. Przedplecze jest owalne w zarysie, o łukowatych brzegach bocznych, pokryte punktami dwóch różnych rozmiarów. Pokrywy są jajowate w zarysie, o rozwartych, szeroko zaokrąglonych kątach barkowych. Powierzchnia pokryw całkowicie pozbawiona jest bruzdek przyszowych, zaopatrzona jest w punkty dwóch rozmiarów – te duże są większe niż na przedpleczu, a te drobne są mało liczebne. Samiec ma porośniętą szczecinkami jamkę na zapiersiu. Odnóża samca cechują się przednią parą z pięcioczłonowymi, rozszerzonymi stopami, środkową parą z rozszerzonym pierwszym członem pięcioczłonowych stóp, a tylną parą z ostrym ząbkiem na wierzchołkach ud i czteroczłonowymi stopami. U samicy stopy pierwszej pary są pięcioczłonowe, a par pozostałych czteroczłonowe.
Owad górski. Zasiedla ściółkę bukową i próchniejące drzewa. Spotykany jest również w napływkach na wybrzeżach cieków.
Gatunek palearktyczny, europejski. Podgatunek nominatywny znany jest z Niemiec, Austrii, Włoch, Czech, Słowacji, Węgier, Białorusi, Ukrainy, Bułgarii, Słowenii, Chorwacji, Bośni i Hercegowiny, Serbii i Czarnogóry. Jako że występuje w czeskich Sudetach i słowackich Beskidach możliwe jest jego występowanie w Polsce. Pozostałe podagtunki są endemitami północnych Włoch.